# NGC 2570
NGC 2570 (również PGC 23443 lub UGC 4354) – galaktyka spiralna (Sab), znajdująca się w gwiazdozbiorze Raka. Odkrył ją Ralph Copeland 20 lutego 1873 roku.